# Chincholi
Chincholi è una suddivisione dell'India, classificata come town panchayat, di 17.158 abitanti, situata nel distretto di Gulbarga, nello stato federato del Karnataka. In base al numero di abitanti la città rientra nella classe IV (da 10.000 a 19.999 persone).

## Geografia fisica
La città è situata a 17° 28' 0 N e 77° 25' 60 E e ha un'altitudine di 461 m s.l.m..

## Società

### Evoluzione demografica
Al censimento del 2001 la popolazione di Chincholi assommava a 17.158 persone, delle quali 9.042 maschi e 8.116 femmine. I bambini di età inferiore o uguale ai sei anni assommavano a 2.765, dei quali 1.476 maschi e 1.289 femmine. Infine, coloro che erano in grado di saper almeno leggere e scrivere erano 9.554, dei quali 5.843 maschi e 3.711 femmine.